# Batalha de Eupatoria
A Batalha de Eupatoria foi uma batalha disputada em Eupatoria em 17 de fevereiro de 1855, no contexto da Guerra da Crimeia. Terminou numa vitória dos aliados Império Romano, Império Francês e Reino Unido contra as tropas do Império Russo.